# Důl Jindřich II
Důl Jindřich II ve Zbýšově byl černouhelný hlubinný důl v Rosicko-oslavanském revíru. Byl uveden do provozu v roce 1969, těžba byla ukončena roku 1991. Během své existence byl centrální jámou celého revíru a s hloubkou 1458 m se stal nejhlubším uhelným dolem v Československu a zároveň jedním z nejhlubších ve střední Evropě.

## Historie
V Rosicko-oslavanském revíru v šedesátých letech 20. století těžily černé uhlí Rosické uhelné doly, k. p. v Zastávce u Brna (RUD), které byly součástí Kombinátu kamenouhelných dolů Kladno. RUD se dělilo na závod Václav Nosek v Oslavanech s pomocným dolem Anna ve Zbýšově u Brna a na závod Antonín ve Zbýšově u Brna s pomocným dolem Julius a Jindřich.
V šedesátých letech došlo v důsledku přechodu na ropu a zemní plyn, dodávané ze Sovětského svazu, k omezení zájmu o černé uhlí. Byly omezovány důlní investice v malých uhelných revírech a byly zastavovány neefektivní důlní provozy. Přes nepříznivou hospodářskou situaci se podařilo v Rosicko-oslavanském revíru dokončit generální rekonstrukci, která směřovala ke koncentraci těžby v revíru na nově založený centrální důl Jindřich II, vzniklý poblíž původního dolu Jindřich. Proběhlo postupné zastavování těžby na dolech Anna ve Zbýšově, Julius v Zastávce a Václav Nosek v Oslavanech a od roku 1973 byl činný pouze důl Jindřich II. Důlní pole byla sloučena a vznikl nový dobývací prostor o výměře 2 205 hektarů. Pomocnými doly byly jámy Julius, Ferdinand, Antonín, Simson, Františka a Nosek. V roce 1991 se Rosické uhelné doly osamostatnily a mimo důl Antonín ukončily těžbu černého uhlí v revíru. Na dole Jindřich II byl 28. prosince 1991 vytěžen poslední vozík s uhlím. Dne 20. dubna 1992 bylo zastaveno čerpání důlní vody a ještě v průběhu téhož roku byla provedena demontáž těžního zařízení. V rámci likvidace byla v roce 2015 jáma uzavřena železobetonovou zátkou. Likvidaci dolu zabezpečoval státní podnik Diamo, odštěpný závod GEAM Dolní Rožínka.

## Výstavba dolu Jindřich II
Stará jáma Jindřich (později důl Jindřich I) měla do hloubky 694 m výztuž z dřevěných trámů a pak výztuž z cihelného zdiva. Stav této jámy byl už od čtyřicátých let velmi špatný. Působením důlních tlaků byl jámový stvol deformován a křiven. Údržba této jámy byla velmi složitá a nákladná. Na dole Antonín byla zase komplikovaná těžba. Těžba z 8/9. patra (1004 m) a 9. patra (1048 m) ve vozech směřovala na slepou jámu č. 100 na 7. patro (900 m), pak podzemní lanovkou na překopu v 7. patře k jámě Antonín a touto jámou bylo uhlí těženo na povrch. První úvahy byly uvedeny ve studii Investiční celek Jindřich RUD v roce 1952, kde se uváděly varianty obnovy staré jámy Jindřich nebo hloubení jámy nové. V roce 1957 byl schválen projekt rekonstrukce, ale po havárii a následném závalu v průběhu prací byla rekonstrukce zastavena úplně. Novým rozhodnutím bylo stanoveno hloubit jámu novou, která by se stala hlavní těžní jámou pro důl Antonín.

### Jáma
Dne 8. listopadu 1960 bylo zahájeno hloubení nové jámy závodem Výstavba kamenouhelných dolů, n. p., Kladno závod 42 Zastávka (VKD). Jáma byla ve vzdálenosti 100 m jihozápadním směrem od staré jámy Jindřich. Nad budoucí jámou byla postavena ocelová hloubicí věž typu Ostroj, která byla celkově zapažena dřevem. Na jihovýchodní straně byla vybudována kompresorovna se třemi vzduchem chlazenými kompresory typu WS 6,2 EKO a třemi vodou chlazenými kompresory o výkonu 10 m³/hod. Později byl dodán další, vodou chlazený kompresor DSK 350-1 s výkonem 25 m³/hod., který nahradil kompresory WS 6,2 EKO. Součástí jámové budovy byla přípravna betonové směsi s kompletním zázemím, deponiemi pro přísun surovin a dvěma míchačkami s kompletním příslušenstvím. Pro hloubení byl použit těžní stroj BFM 5850, pro hlavní těžení a pro revizní klec druhý těžní stroj BFM 5850. Hlavní těžení využívalo dvojčinný způsob těžení dvěma okovy, jejichž objem se snižoval vzhledem k hloubce těžení. Objem okovu 2 m³ byl používán do hloubky 720 m, okov 1,5 m³ do hloubky 1 200 m a okov o objemu 1 m³ byl používán do hloubky 1 250 m. Okovy byly využívány k těžení narubané horniny a k jízdě mužstva. Pro dopravu materiálu na pracovní poval a k nouzovému výjezdu mužstva byla určena revizní klec. Hloubená jáma měla průměr 6 000 mm. Na ohlubni byly instalovány vraty SW 10, které byly synchronizovány, na jejich osmi lanech byl zavěšen dvoupatrový pracovní poval. Poval napínal vodicí lana okovů, které projížděly otvory v plošinách až na pracovní dno jámy. Horní patro (plošina) bylo určeno k vystrojování jámy ocelovými nosníky a montáž lezního oddělení. Spodní patro (plošina) byla vybavena vrátky sovětských nakladačů KS 3, čerpadel a dalšího zařízení. Jáma byla do hloubky 32 m vyzděna cihlovou výztuží. Výztuž byla dvouplášťová s latexovou izolací, která měla zabránit průsakům agresivní důlní vody. Od 32 metrů byla výztuž z monolitického betonu o tloušťce 500 mm. Betonová směs byla přiváděna spádovým potrubím o průměru 150 mm z přípravny betonové směsi na povrchu do ocelového dveřového bednění. Bednění bylo zavěšeno pod pracovním povalem na čtyřech lanech (bednění vysoké 2 m, hmotnost 22 tun). Hloubení jámy bylo ukončeno 1. ledna 1964 pod úrovní 11. patra v hloubce 1 250 m. V jámě bylo vybudováno jednočinné pomocné těžení provozované ze 7. patra na 13. patro (dopravní hloubka 527,2 m). Těžba jámou byla zahájena zkušebním provozem 1. července 1968 a trvale od roku 1969. V roce 1974 bylo zahájeno prohlubování jámy na 12. patro a 13. patro (pouze zaústěné) s konečnou hloubkou 1 458 m, tato hloubka jej zařadila jako nejhlubší uhelný důl v Československu. V roce 1980 byla převedena těžba na nové 12. patro. V roce 1984 byly zahájeny ražby úpadních překopů a budování 12. podpatra v hloubce 1428 m. Poslední vůz s uhlím byl jámou vytěžen 28. prosince 1991. Dne 20. dubna 1992 byl ukončen provoz důlních čerpacích stanic a důl Jindřich II byl postupně zatápěn. Důl je zatopen, k 15. září 1998 hladina vody se ustálila v úrovni přibližně 130 m pod ohlubní. Důlní voda vytéká Dědičnou štolou v Oslavanech přes čistírnu důlních vod do řeky Oslavy. V roce 2013 došlo ke změně plánu likvidace těžní jámy Jindřich II z roku 2003. Místo původního celkového zasypání byla těžní jáma likvidována jámovou zátkou o tloušťce 38 m.

### Strojní vybavení

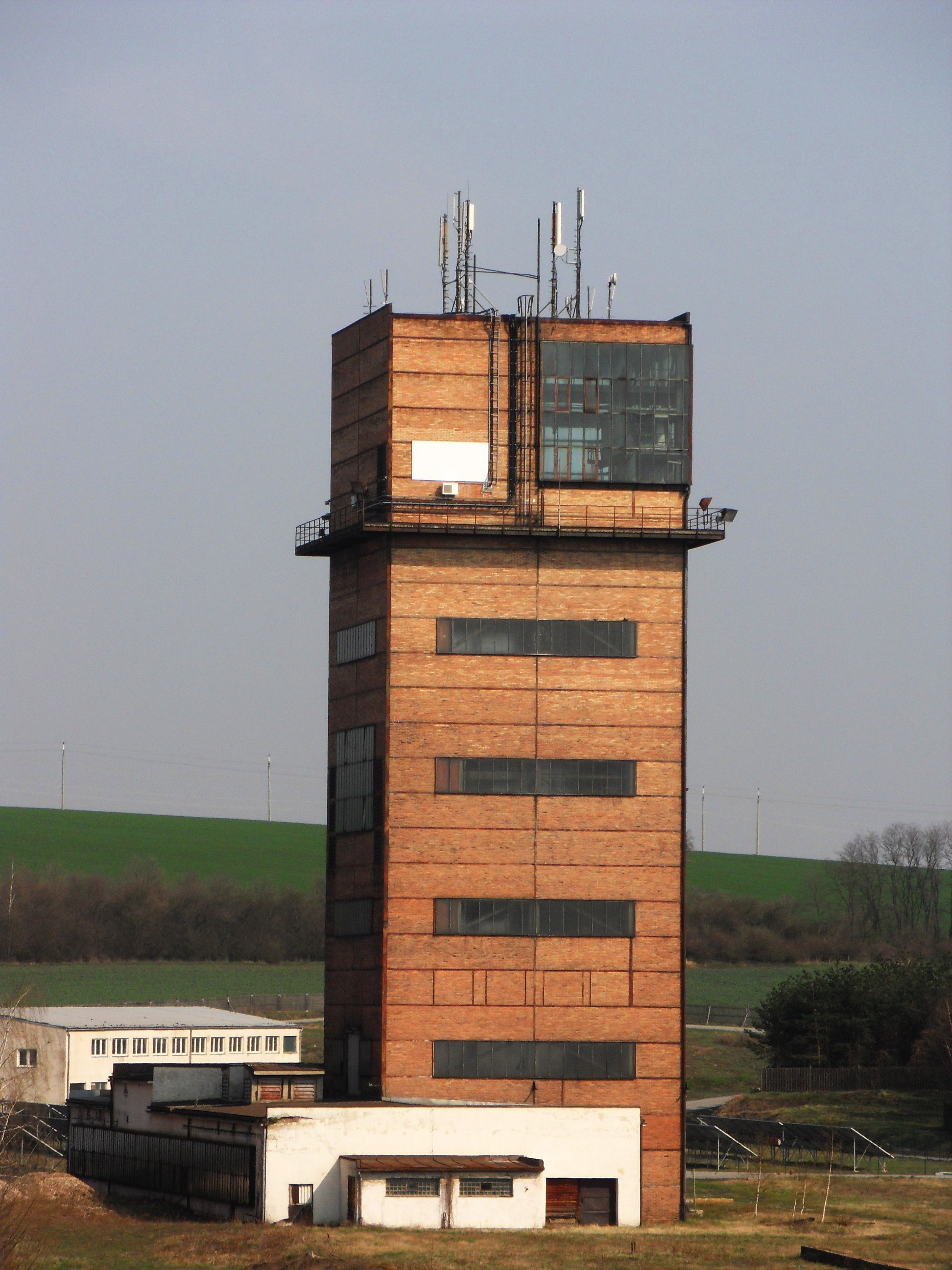
Těžní věž dolu Jindřich II v roce 2013

#### Těžní věž a strojovna
V období 1966–1967 byla zahájena výstavba povrchových objektů nového dolu. Generální dodavatel Průmyslové stavby, n. p., Gottwaldov začal budovat objekty koupelen a šaten, vstupních budov včetně vrátnice. Současně probíhala betonáž patek pro konstrukci těžní věže a likvidace staveniště pro hloubení jámy, strojního vybavení a strojoven těžních strojů. V roce 1968 Hutní montáže n. p., Ostrava zahájila stavbu ocelového skeletu těžní věže. Ocelová konstrukce byla následně vyzděna cihelnou vyzdívkou. V hlavě těžní věže byl instalován těžní stroj vyrobený v ČKD v roce 1967. Byl to velkokapacitní automatizovaná dvoučinná skipová soustava 4 K–4016. Čtyřlanový těžní stroj s třecím kotoučem byl poháněn dvěma stejnosměrnými elektromotory o výkonu 1 700 kW. Průměr lan byl 40 mm. Dvě těžní klece byly čtyřetážové pro dva vozy JDV 0,95 m³ na etáž za sebou. Jámová budova měla automatický oběh vozů s výklopníky a byla spojena s třídírnou mostem s pásovým dopravníkem. Pro uložení vytěžené hlušiny, výpěrků bylo vybudováno odvalové hospodářství. Činnost dolu byla ukončena v roce 1991 a do roku 1992 byla provedena likvidace těžního zařízení. Těžní věž dolu Jindřich II jako symbol nejhlubšího dolu v České republice byla navržena na prohlášení za kulturní památku ČR, ale neúspěšně. Do konce září 2015 byla demolována těžní věž dolu Jindřich II, která byla po desetiletí dominantou Zbýšova u Brna. Celkové náklady na sanaci černouhelného dolu dosáhly výše 30 milionů korun. Hrázděná věž vysoká 46,3 m nemohla být zlikvidována odstřelem trhavinou, protože se nacházela nad plynující jámou. Rozebírání bylo prováděno shora dolů. Nejdříve byla rozebrána střecha, ocelové části konstrukce byly rozpojeny plamenem (rozřezány) a pak pomocí vysokého jeřábu byly tyto části železné konstrukce spouštěny dolů. Demolice byla ukončena v září 2015. Na místě těžní věže byl postaven památník ve formě komolého jehlanu se základními informacemi o dolu Jindřich II.

### Údaje o dolu Jindřich II
| Název       | Druh jámy | Založení | Hloubka [m] | Těžba     | Likvidace | Dobývací pole [ha] | Poznámka                         |
| ----------- | --------- | -------- | ----------- | --------- | --------- | ------------------ | -------------------------------- |
| Jindřich II | těžní     | 1960     | 1453        | 1969–1991 | 1993      | 2205               | nejhlubší uhelný důl v republice |
| Zdroj       |           |          |             |           |           |                    |                                  |

#### Hloubka pater jámy Jindřich II
| Patro       | 2.  | 3.  | 7.  | 9.   | 10.  | 11.  | 12.  | 13.  | konečná hloubka |
| Hloubka [m] | 191 | 328 | 899 | 1046 | 1128 | 1228 | 1328 | 1428 | 1458            |
| Zdroj       |     |     |     |      |      |      |      |      |                 |

#### Lanová dráha
| Lanová dráha                          | Délka [km] | Vznik | Ukončení provozu | Likvidace | Výrobce            |
| ------------------------------------- | ---------- | ----- | ---------------- | --------- | ------------------ |
| Důl Jindřich II – elektrárna Oslavany | 4,880      | 1975  | 1991             | 1993      | Transporta Chrudim |
| Zdroj                                 |            |       |                  |           |                    |

#### Technické parametry lanové dráhy
| Přepravní kapacita [tun/hod.] | Rychlost [m/s] | Průměr lan [mm] | Průměr lan [mm] | Průměr lan [mm]       | Čas jízdy [min.] |
| Přepravní kapacita [tun/hod.] | Rychlost [m/s] | Tažné           | Nosné vratné    | Nosné tažné           | Čas jízdy [min.] |
| ----------------------------- | -------------- | --------------- | --------------- | --------------------- | ---------------- |
| 160                           | 3,15           | 25              | 37,5            | 50                    | 25               |
| Horní stanice                 | Dolní stanice  | Převýšení [m]   | Počet podpěr    | Vzdálenost vozíků [m] | Počet vozíků     |
| Zbýšov                        | Oslavany       | Převýšení [m]   | Počet podpěr    | Vzdálenost vozíků [m] | Počet vozíků     |
| 390 m n. m.                   | 247 m n. m.    | 143             | 31              | 65                    | 146              |
| Zdroj                         |                |                 |                 |                       |                  |

V období 1969 až 1970 pokračovala dostavba areálu dolu Jindřich II, byla modernizována třídírna, provedena rekonstrukce kotelny a její zauhlování, rekonstrukce havarijní skládky uhlí, výstavba dřeviště, spojení a inženýrské sítě mezi doly Antonín a Jindřich II, terénní úpravy. Byla zahájena likvidace lanové dráhy mezi z dolem Antonín na třídírnu dolu Jindřich II a probíhala likvidace jámy Jindřich I. V roce 1972 zahájila firma Transporta, n. p., Chrudim stavbu lanové dráhy pro dopravu uhlí mezi třídírnou Jindřich II a Elektrárnou prosincové stávky v Oslavanech. Zkušební provoz probíhal v letech 1974 až 1975 a v roce 1976 byla uhelná lanová dráha uvedena do provozu.

#### Důlní nehody na dole Jindřich II
| Datum                                                            | SÚ | JÚ | Σ | Příčina                                                       |
| ---------------------------------------------------------------- | -- | -- | - | ------------------------------------------------------------- |
| 15. 1. 1980                                                      | 2  | 2  | 4 | průtrž uhlí a plynů, z uhelného pilíře vyjelo na 400 tun uhlí |
| 17. 5. 1987                                                      | 0  |    | 0 | požár, k zmáhání požáru byl použit kapalný dusík poprvé v RUD |
| 12. 8. 1987                                                      | 0  |    | 0 | průtrž uhlí a plynu, zával asi 30 m                           |
| Vysvětlivky: SÚ = smrtelný úraz, JÚ = jiný úraz Σ = Celkem Zdroj |    |    |   |                                                               |

V roce 1980 došlo při ražbě dovrchní chodby k vytržení uhelné sloje, které bylo provázené výronem velkého množství metanu. Byla to první nehoda tohoto typu v RUD, klasifikována byla jako průtrž uhlí a plynu. Na základě tohoto hodnocení byly doly v revíru přeřazeny do vyšší kategorie nebezpečí pro které byly stanoveny nákladná bezpečnostní opatření prodražující těžbu uhlí. V roce 1987 při zmáhání endogenního požáru byl poprvé v RUD použitý kapalný dusík.